# Mavis Gallant
Mavis Gallant CC (* 11. August 1922 in Montreal, Québec; † 18. Februar 2014 in Paris) war eine kanadische, englischsprachige Journalistin und Schriftstellerin.

## Leben
Gallant wurde 1922 als Mavis Leslie Young als einziges Kind in eine gescheiterte Familie geboren. Ihr Vater starb früh und die Mutter heiratete sehr bald erneut. Mavis wurde in zahlreichen öffentlichen und Klosterschulen erzogen, darunter ein französischsprachiges Internat, und lebte zeitweise in einer Pflegefamilie in Neuengland.
Nach ihrer Schulzeit ging Gallant zurück nach Kanada und arbeitete kurzzeitig im Schneideraum des National Film Board of Canada. 1944 wurde sie Reporterin beim Montreal Standard. Sie heiratete den Musiker John Gallant aus Winnipeg. Das Paar wurde jedoch sehr bald geschieden. Bis zum Jahr 1950 veröffentlichte sie ihre ersten Kurzgeschichten, so auch für das Magazin ihrer Zeitung und The Northern Review des Yukon College in Whitehorse im Yukon Territory.
1950 entschied Gallant sich, Kanada zu verlassen, ging nach Europa und ließ sich für immer in Paris nieder. Viele ihrer über 100 Kurzgeschichten erschienen als Erstveröffentlichungen in der US-amerikanischen Zeitschrift The New Yorker. Erst nach drei Jahrzehnten fand sie in ihrer Heimat Anerkennung und Ehrungen. Auch ihre zweite Heimat Frankreich findet in ihrem Werk Beachtung. Viele ihrer Geschichten handeln von einsamen Kindern und Jugendlichen und spiegeln so ihre eigene schwierige Kindheit wider. Andere Themen sind Geschichten über Menschen, die ihre Heimat verlassen haben und sich in der neuen Umgebung nur als Gäste oder Touristen fühlen.

## Ehrungen und Auszeichnungen
- 1981: Officer des Order of Canada
- 1981: The Governor General’s Award for Fiction für ihre Kurzgeschichtensammlung Home Truths aus dem Jahre 1981
- 1983–1984: Writer in Residence an der University of Toronto.
- 1989: Ehrenmitglied der American Academy of Arts and Letters[2]
- 1991: Ehrendoktor der Queen’s University in Kingston, Ontario
- 1993: Companion of the Order of Canada
- 2000: Matt-Cohen-Preis
- 2006: Prix Athanase-David der Regierung von Québec

## Werke
Kurzgeschichten und Novellen
- 1956: The Other Paris.
- 1964: My Heart Is Broken. Eight Stories and a short Novel. Random House, New York; wieder Penguin, New York 1991, ISBN 0-14-015228-8
  - Einzelerz., Übers. Peter Kleinhempel: Bernadette. In Die weite Reise. Kanadische Erzählungen und Kurzgeschichten. Verlag Volk und Welt, Berlin 1974, S. 70–102
- 1973: The Pegnitz Junction. (1 Novelle, 5 Erzählungen)
  - 1991: Übers. Reinhild Böhnke: Blockstelle Pegnitz. Rowohlt, Reinbek ISBN 3-498-02460-4
- 1974: The End of the World and other Stories.
- 1979: From the Fifteenth District. (1 Novelle, 8 Erzählungen)
  - 1992: Übers. Eva Bornemann, Helga Pfetsch: Späte Heimkehr. Rowohlt, Reinbek ISBN 3-499-12995-7
- 1981: Home Truths: Selected Canadian Stories. MacMillan of Canada, Toronto ISBN 0-7715-9600-6
  - Auszug, Übers. Ursula Flitner: Der Waisenkinder Reise, in: Frauen in Kanada. Erzählungen und Gedichte. dtv, München 1993 S. 82–90 (Orphans’ Progress)
- 1985: Overhead in a Balloon: Stories of Paris
- 1988: In Transit
  - 1998: Übers. Barbara Bechtolsheim, Reinhild Böhnke, Eva Bornemann, Helga Pfetsch: Transitgäste: Erzählungen. Eichborn, Frankfurt ISBN 3-8218-4167-2 Reihe Die Andere Bibliothek
- 1993: Across the Bridge and Other Stories
- 1994: The Moslem Wife and other Stories. Selected by Mordecai Richler. MacClellan and Stewart, Toronto ISBN 0-7710-9891-X
- 1996: The Selected Stories of Mavis Gallant. ISBN 0-7710-3308-7
  - 1996: Die Lage der Dinge. Übers. Reinhild Böhnke. S. Fischer, Frankfurt ISBN 3-10-024409-5
- 2004: Montreal Stories
- 2009: Going Ashore. Douglas Gibson Books ISBN 978-0-7710-3538-8
- 2010: The Cost of Living. Bloomsbury, London ISBN 978-1-4088-0849-8

Romane
- 1959: Green Water, Green Sky
  - 1997: Grünes Wasser, grüner Himmel. Übers. Reinhild Böhnke. S. Fischer, Frankfurt ISBN 3-10-024410-9
- 1970: A Fairly Good Time

Theaterstück
- 1983: What Is to Be Done. UA: Tarragona Theatre, Toronto

Essais
- 1986: Paris Notebooks
- 2002: Paris Stories. Selected Essays and Reviews